# Atea
Atea är ett företag inom IT-infrastruktur. De har sitt moderbolag i Oslo och är noterat på Oslobörsen. Företaget bildades 1968 och blev noterat på Oslobörsen 1985.